# Krzyż Wielkopolski
Krzyż Wielkopolski (in tedesco Kreuz (Ostbahn)) è un comune urbano-rurale polacco del distretto di Czarnków e Trzcianka, nel voivodato della Grande Polonia.
Ricopre una superficie di 174,56 km² e nel 2004 contava 8 820 abitanti.